# Wesenberg
 For alternative betydninger, se Wesenberg (flertydig). (Se også artikler, som begynder med Wesenberg)
Wesenberg (Tysk udtale: [ˈveːzn̩ˌbɛʁk] ( lyt)) er en by i Kreis Mecklenburgische Seenplatte i delstaten Mecklenburg-Vorpommern i Tyskland. Den ligger 11 km sydvest for Neustrelitz, i den sydvestlige ende af Woblitzsee. Wesenberg Slot ligger lige uden for byen.

## Beliggenhed
Wesenberg ligger i den øvre Havelregion, ved Woblitzsee og ikke langt fra Großen og Kleiner Weißer See samt Großer Labussee (Landkreis Klein Quassow). Den er en del af Neustrelitzer Kleinseenland i Mecklenburgischen Seenplatte. I nærheden ligger byen Neustrelitz og Müritz den største sø i Tyskland) med Nationalpark af samme navn. I den sydlige del af kommunens område på grænsen til Brandenburg ligger Große Pälitzsee og Ellbogensee som krydsningspunktet mellem Müritz-Havel-Wasserstraße og Obere Havelwasserstraße. Søerne er forbundet via Strasen Lock.

## Galleri
- Markedspladsen i Wesenberg
- Wesenberg kirke
- Ahrensberg kirke
- Zirtow kirke
- Grosser Weisser See